# Jacques-François Momal
Jacques-François Momal, né à Lewarde en mars 1754 et mort à Valenciennes le 22 septembre 1832, est un peintre et graveur français.
Il est enseignant pour l'Académie de Valenciennes de 1785 à 1832.

## Biographie
Jacques-François Momal est élève de l'école de dessin de Douai, puis part à Paris où il est l’élève de Louis Jean-Jacques Durameau.
Il devient en 1785 professeur à l'Académie de Valenciennes dès sa création et jusqu'à sa mort en 1832.
Lors de la Révolution, Jacques-François Momal recouvre le Portrait en pied de Louis XVI en costume royal d'Antoine-François Callet en peignant dessus à la détrempe une allégorie de la Justice et des Droits de l'homme.

## Élèves
- Félix Auvray (1800-1033)[3].
- Bruno Chérier[4].
- Henri Marcellin Auguste Bougenier (1799-1866).
- Charles Crauk, second prix de Rome en 1846[5].
- Antoine Dangréaux (1800-1831).
- Philippe Joseph Henri Lemaire, grand prix de Rome en 1821[5].
- François Milhomme, grand prix de Rome en 1800[5].
- Abel de Pujol, grand prix de Rome en 1811[5].
- Charles-Louis-François Quinard (1832).
- Louis Rossy[4].

## Œuvres
- Énée devant le corps de Pallas, 1782[réf. nécessaire].
- François Pie, 1792, estampe[réf. nécessaire].
- Benoist de Lhomond, député de Valenciennes est reçu à la porte de Lille à son retour de Paris en 1815, 1818, musée des Beaux-Arts de Valenciennes.
- Portrait de jeune femme aux longs cheveux, palais des Beaux-Arts de Lille.
- L'Assomption, hôpital général de Valenciennes[6].
- La France recevant l'hommage des États du Hainaut[7].